# Eupithecia pseudoicterata
Eupithecia pseudoicterata là một loài bướm đêm trong họ Geometridae.